# Keith Lee (wrestler)
Keith Lee (Wichita Falls, 8 novembre 1984) è un wrestler statunitense sotto contratto con la All Elite Wrestling.
Nei primi anni di carriera, ha militato nella Ring of Honor e in alcune federazioni del circuito indipendente nordamericano tra cui la Evolve Wrestling e la Pro Wrestling Guerrilla, dove ha vinto una volta il PWG World Championship. Dal 2018 al 2021 ha militato in WWE, dove ha conquistato una volta l'NXT Championship e l'NXT North American Championship, risultando essere il primo wrestler ad averli detenuti contemporaneamente.

## Biografia
Keith Lee è stato introdotto al mondo del wrestling in giovane età da sua nonna, appassionata della disciplina.
Ai tempi dell'università ha giocato a football americano presso la Texas A&M University di College Station (Texas).

## Carriera

### Evolve (2017–2018)
Dopo aver lasciato Ring of Honor, ha firmato con Evolve nel gennaio del 2017, e ha fatto il suo debutto il 27 gennaio perdendo con Chris Hero. Ha fatto il suo ritorno a febbraio a Evolve 78, sconfiggendo Zack Sabre Jr. La sera seguente, ha sconfitto Tracy Williams. Lee ha ricevuto la sua prima opportunità titolata in Evolve a Evolve 87 a giugno, quando ha sfidato senza successo Matt Riddle per il WWN Championship. Il 14 ottobre 2017, Lee ha sconfitto Riddle per vincere il WWN Championship. Ha perso il titolo a EVOLVE 103 contro Austin Theory.

### Pro Wrestling Guerrilla (2017–2018)
Lee ha fatto il suo debutto nella Pro Wrestling Guerrilla il 18 marzo 2017 a Nice Boys (Do not Play Rock N 'Roll), in un Triple Threat match contro Sami Callihan e Brian Cage, vinto da Cage. Tornò ad aprile a Game Over, Man, perdendo contro Jeff Cobb. Il 19 maggio a Head Like A Cole, ha vinto il suo primo match in PWG, sconfiggendo Trevor Lee. In seguito ha sconfitto Lio Rush e Trent? a Pushin Forward Back il 7 luglio. A settembre, Lee è arrivato alla fase finale della Battle of Los Angeles 2017, dove è stato sconfitto da Ricochet. Il quarto di finale di Lee contro Donovan Dijak è stato premiato con cinque stelle da Dave Meltzer. A Time Is a Flat Circle il 23 marzo 2018, Lee ha sconfitto Chuck Taylor vincendo il PWG World Championship. Durante l'All Star Weekend 14 del mese successivo, Lee ha perso il titolo contro WALTER in un Triple Threat match che includeva anche Jonah Rock.

### WWE (2018–2021)

#### NXT(2018–2020)
Keith Lee apparve in WWE per la prima volta durante i WrestleMania Axxess il 5 aprile 2018 dove sconfisse Kassius Ohno. Il 1º maggio 2018 firmò un contratto con la WWE, apparendo poi tra il pubblico a NXT TakeOver: Chicago II il 16 giugno. Il 18 luglio fece la sua prima apparizione ad NXT, sconfiggendo Marcel Barthel, stabilendosi come un face. Nella puntata di NXT del 28 novembre Lee venne sconfitto da Lars Sullivan, subendo la prima sconfitta. Nella puntata di NXT del 16 ottobre il terzo incontro tra Lee e Dominik Dijakovic, valevole per determinare il contendente n°1 all'NXT North American Championship di Roderick Strong, terminò in no-contest. Nella puntata di NXT del 23 ottobre Lee partecipò ad un Triple Threat match per l'NXT North American Championship che comprendeva anche il campione Roderick Strong e Dominik Dijakovic ma il match venne vinto da Strong. Nella puntata di NXT del 30 ottobre Lee e Matt Riddle affrontarono l'Undisputed Era (Bobby Fish e Kyle O'Reilly) per l'NXT Tag Team Championship ma vennero sconfitti. Nella puntata di SmackDown del 1º novembre Lee e Riddle apparvero nello show per attaccare Sami Zayn. Il 23 novembre, a NXT TakeOver: WarGames, Lee, Dominik Dijakovic, Tommaso Ciampa e Kevin Owens sconfissero l'Undisputed Era (Adam Cole, Bobby Fish, Kyle O'Reilly e Roderick Strong) in un WarGames match. Il 24 novembre, a Survivor Series, Lee partecipò al tradizionale 5-on-5-on-5 Survivor Series Elimination match contro il Team Raw e il Team SmackDown ma venne eliminato da Roman Reigns. Nella puntata di NXT del 27 novembre Lee e Dijakovic affrontarono l'Undisputed Era (Kyle O'Reilly e Roderick Strong) per l'NXT Tag Team Championship ma vennero sconfitti. Nella puntata di NXT dell'11 dicembre Lee partecipò ad un Triple Threat match che comprendeva anche Finn Bálor e Tommaso Ciampa per determinare il contendente n°1 all'NXT Championship di Adam Cole ma il match venne vinto da Bálor. Nella puntata di NXT dell'8 gennaio 2020 Lee vinse un Fatal 4-Way match che comprendeva anche Cameron Grimes, Damian Priest e Dominik Dijakovic, diventando il contendente n°1 all'NXT North American Championship di Roderick Strong. Nella puntata di NXT del 22 gennaio Lee sconfisse poi Strong conquistando l'NXT North American Championship per la prima volta. Il 26 gennaio, alla Royal Rumble, Lee partecipò al match omonimo entrando col numero 13 ma venne eliminato dal WWE Champion Brock Lesnar. Il 16 febbraio, a NXT TakeOver: Portland, Lee difese la cintura nordamericana contro Dominik Dijakovic. Nella puntata di NXT dell'11 marzo Lee conservò il titolo contro Cameron Grimes. Nella puntata di NXT del 1º aprile Lee mantenne il titolo contro Damian Priest e Dominik Dijakovic. Nella puntata di NXT del 29 aprile Lee difese con successo il titolo contro Damian Priest. Il 7 giugno, a NXT TakeOver: In Your House, Lee mantenne il titolo nordamericana contro Johnny Gargano. Nella puntata di NXT del 24 giugno Lee conservò con successo il titolo contro Finn Bálor e Johnny Gargano, e ottenendo un'opportunità titolata all'NXT Championship di Adam Cole. L'8 luglio, nella seconda serata di NXT The Great American Bash, Lee sconfisse Cole in un Winner Takes All match conquistando l'NXT Championship per la prima volta. Nella puntata di NXT del 15 luglio Lee difese con successo entrambi i titoli contro Dominik Dijakovic. Nella puntata di NXT del 22 luglio Lee decise di rendere vacante l'NXT North American Championship per difendere maggiormente l'NXT Championship. Il 22 agosto, a NXT TakeOver: XXX, Lee perse la cintura contro Karrion Kross dopo 51 giorni di regno.

#### Raw(2020–2021)
Il 23 agosto, durante SummerSlam, venne mandato in onda un video circa l'imminente debutto di Lee nel roster di Raw per la sera successiva. Infatti, la sera dopo a Raw, Lee debuttò nello show interrompendo il promo di Randy Orton; successivamente, i due si affrontarono ma Lee venne sconfitto per squalifica a causa dell'intervento del WWE Champion Drew McIntyre ai danni di Orton. Il 30 agosto, a Payback, Lee sconfisse poi Orton nel suo match di debutto in pay-per-view. Nella puntata di Raw del 31 agosto Lee sconfisse Dolph Ziggler; poco più tardi, quella stessa sera, Lee partecipò ad un Triple Threat match che comprendeva anche Randy Orton e Seth Rollins per determinare il contendente n°1 al WWE Championship di Drew McIntyre ma il match venne vinto da Orton. Nella puntata di Raw del 26 ottobre Lee sconfisse Elias qualificandosi per il Team Raw per Survivor Series. Il 22 novembre, a Survivor Series, Lee partecipò al tradizionale 5-on-5 Survivor Series Elimination match come parte del Team Raw contro il Team SmackDown trionfando assieme ai suoi compagni. Nella puntata di Raw del 23 novembre Lee sconfisse lo United States Champion Bobby Lashley per squalifica (a causa dell'intervento di MVP) in un match di qualificazione ad un Triple Threat match per determinare il nuovo contendente n°1 al WWE Championship di Drew McIntyre. Nella puntata di Raw del 30 novembre Lee partecipò ad un Triple Threat match che comprendeva anche AJ Styles e Riddle per determinare il contendente n°1 al WWE Championship di Drew McIntyre ma il match venne vinto da Styles. Nella puntata di Raw del 28 dicembre Lee sconfisse Sheamus, ottenendo un'opportunità titolata al WWE Championship di Drew McIntyre per la settimana successiva. Nella puntata speciale Raw Legends Night del 4 gennaio Lee affrontò Drew McIntyre per il WWE Championship ma venne sconfitto. In seguito a ciò, Lee avrebbe dovuto affrontare Bobby Lashley e Riddle per lo United States Championship detenuto dal primo, ma sparì dalle scene a causa di un infortunio non meglio precisato. Lee tornò a sorpresa nella puntata di Raw del 19 luglio affrontando il WWE Champion Bobby Lashley in un match non titolato ma venendo sconfitto. Lee ritornò dopo una breve pausa nella puntata di Raw del 27 settembre, con il soprannome "Bearcat", sconfiggendo in pochi secondi Akira Tozawa. Il 25 ottobre, in seguito, Lee sconfisse senza problemi anche Cedric Alexander.
Il 5 novembre 2021 fu licenziato insieme a numerosi altri colleghi.

### All Elite Wrestling (2022–presente)
Nella puntata di Dynamite del 9 febbraio 2022  debuttò nella All Elite Wrestling sconfiggendo Isiah Kassidy e qualificandosi al Face of Revolution ladder match di Revolution.

## Vita privata
Keith Lee ha una relazione dal 2020 con la collega Mia Yim, con la quale si è sposato il 5 febbraio 2022.

## Personaggio

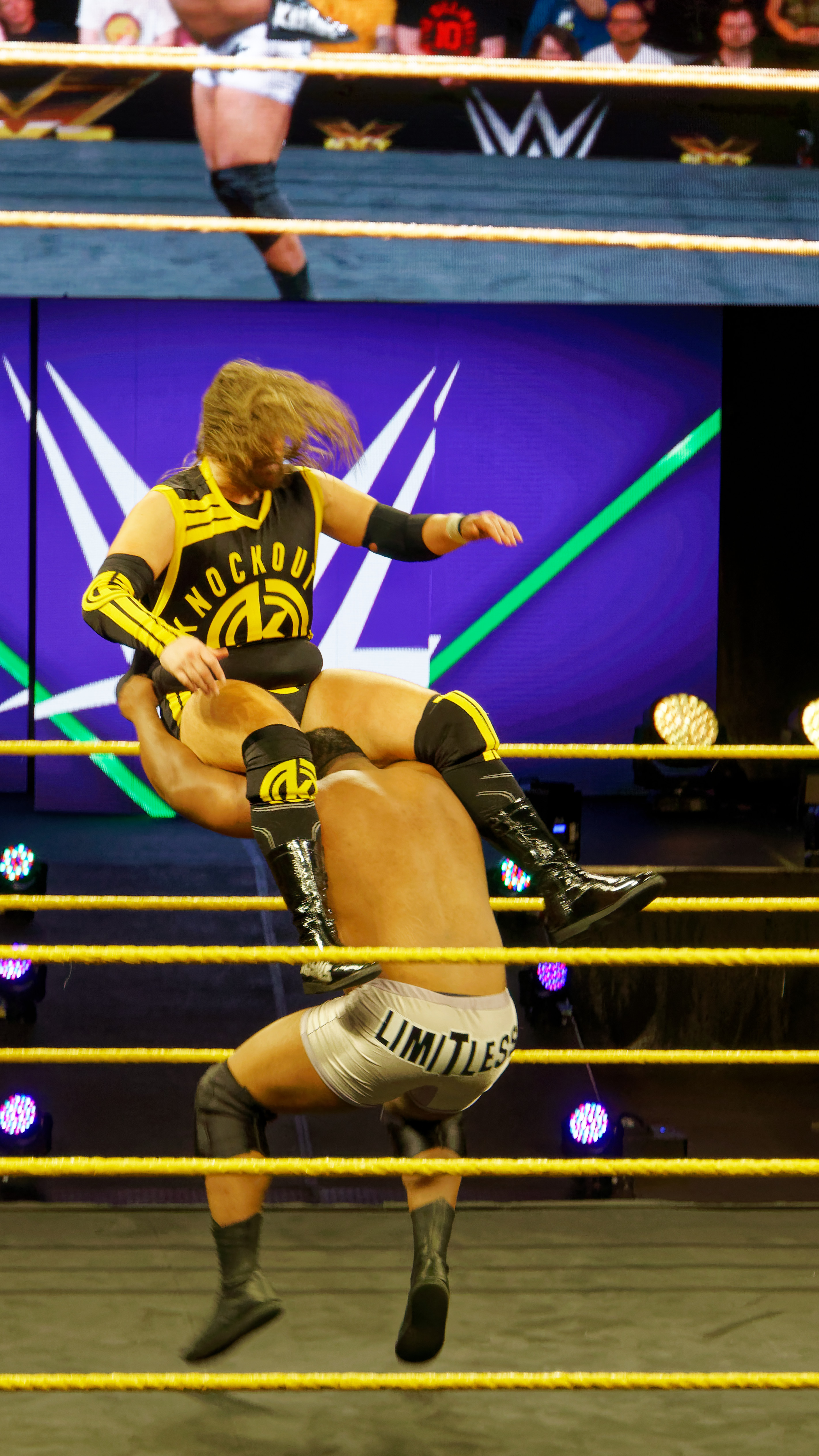
Lee mentre esegue la Spirit Bomb su Kassius Ohno

### Mosse finali
- Ground Zero / Big Bang Catastrophe (Fireman's carry powerslam)
- Spirit Bomb (WWE) / Fall From Glory (AEW) (Pop-up sitout elevated powerbomb)

### Soprannomi
- "Bearcat"
- "Blackzilla"
- "Friendly Fellow"
- "Limitless"

## Titoli e riconoscimenti
- All Elite Wrestling

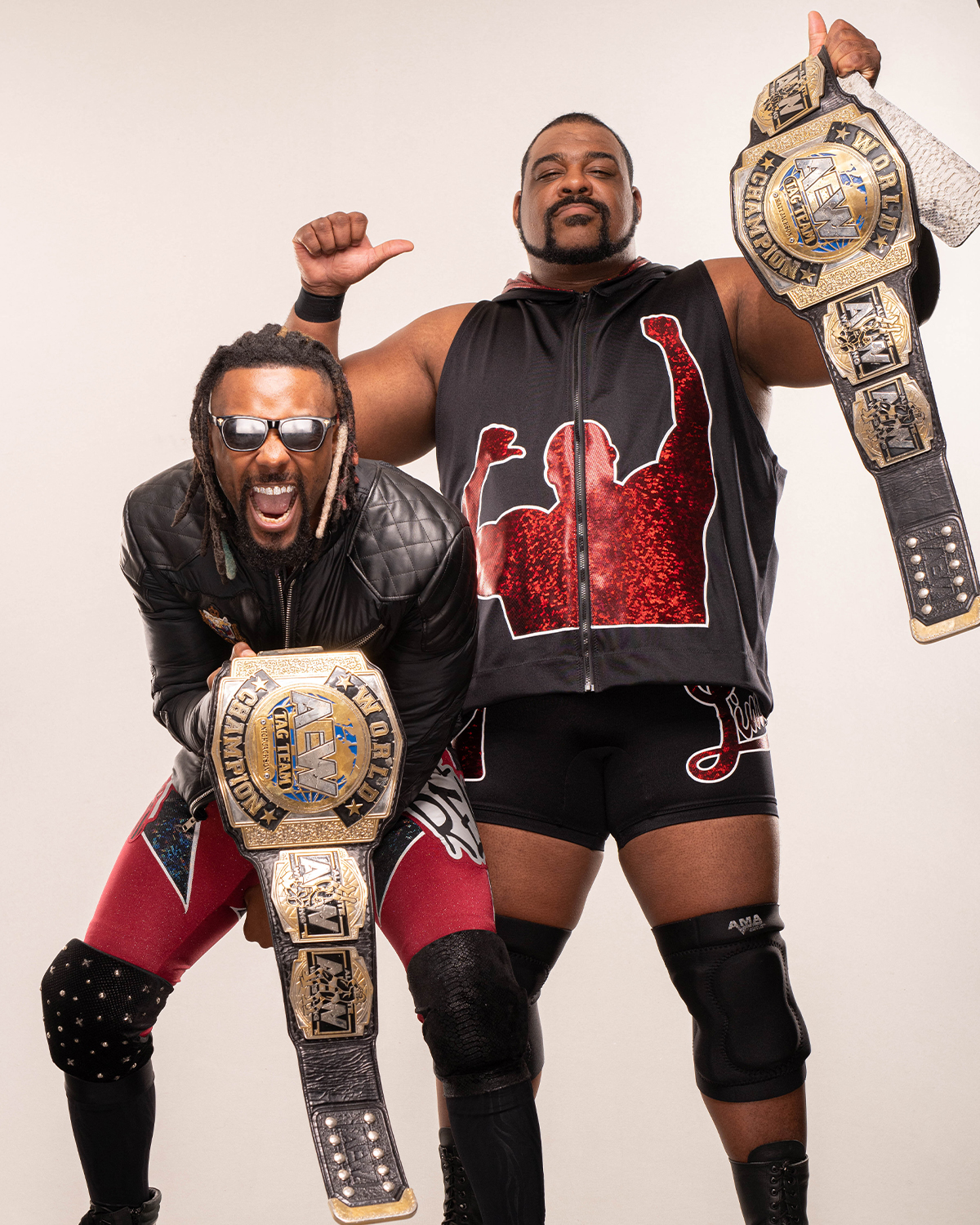
Keith Lee e Swerve Strickland come AEW World Tag Team Champions

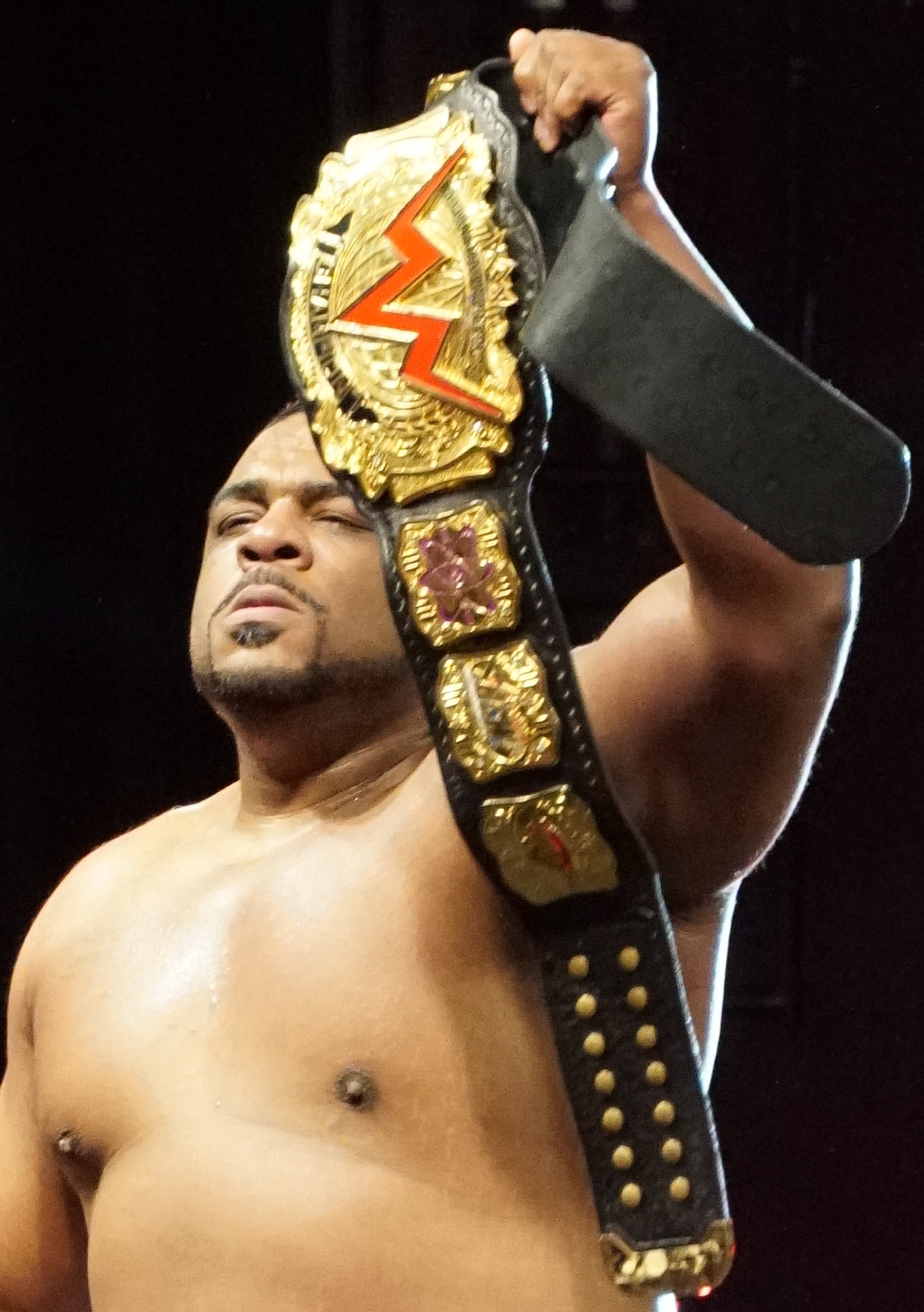
Lee con il WWN Championship, titolo che ha vinto una volta

  - AEW World Tag Team Championship (1) – con Swerve Strickland
- Inspire Pro Wrestling
  - Inspire Pro Pure Prestige Championship (1)
- North American Wrestling Allegiance
  - NAWA Tag Team Championship (1) – con Li Fang
- Pro Wrestling Guerrilla
  - PWG World Championship (1)
- Pro Wrestling Illustrated
  - 10º tra i 500 migliori wrestler singoli nella PWI 500 (2020)
- Sports Illustrated
  - 10º tra i 10 migliori wrestler dell'anno (2017)
- VIP Wrestling
  - VIP Heavyweight Championship (1)
  - VIP Tag Team Championship (1) – con Shane Taylor
- WWE
  - NXT Championship (1)
  - NXT North American Championship (1)
  - NXT Year-End Award (1)
    - Breakout Star of the Year (edizione 2019)
- WWNLive
  - WWN Championship (1)
- Xtreme Championship Wrestling
  - XCW Heavyweight Championship (1)
  - XCW TNT Championship (1)

## Filmografia
- Sognando il ring, regia di Jay Karas (2020)